# ویستا سانتا رزا (کالیفرنیا)
ویستا سانتا رزا (به انگلیسی: Vista Santa Rosa) یک منطقهٔ مسکونی در ایالات متحده آمریکا است که در شهرستان ریورساید، کالیفرنیا واقع شده‌است. ویستا سانتا رزا ۴۱٫۷۸۵ کیلومتر مربع مساحت و ۲٬۹۲۶ نفر جمعیت دارد و -۲۱٫۰۳ متر بالاتر از سطح دریا واقع شده‌است.